# Tordjman
 (août 2024).
Si vous disposez d'ouvrages ou d'articles de référence ou si vous connaissez des sites web de qualité traitant du thème abordé ici, merci de compléter l'article en donnant les références utiles à sa vérifiabilité et en les liant à la section « Notes et références ».
 (août 2024).
La mise en forme du texte ne suit pas les recommandations de Wikipédia : il faut le « wikifier ».
Les points d'amélioration suivants sont les cas les plus fréquents. Le détail des points à revoir est peut-être précisé sur la page de discussion.
- Les titres sont pré-formatés par le logiciel. Ils ne sont ni en capitales, ni en gras.
- Le texte ne doit pas être écrit en capitales (les noms de famille non plus), ni en gras, ni en italique, ni en « petit »…
- Le gras n'est utilisé que pour surligner le titre de l'article dans l'introduction, une seule fois.
- L'italique est rarement utilisé : mots en langue étrangère, titres d'œuvres, noms de bateaux, etc.
- Les citations ne sont pas en italique mais en corps de texte normal. Elles sont entourées par des guillemets français : « et ».
- Les listes à puces sont à éviter, des paragraphes rédigés étant largement préférés. Les tableaux sont à réserver à la présentation de données structurées (résultats, etc.).
- Les appels de note de bas de page (petits chiffres en exposant, introduits par l'outil «  Source ») sont à placer entre la fin de phrase et le point final[comme ça].
- Les liens internes (vers d'autres articles de Wikipédia) sont à choisir avec parcimonie. Créez des liens vers des articles approfondissant le sujet. Les termes génériques sans rapport avec le sujet sont à éviter, ainsi que les répétitions de liens vers un même terme.
- Les liens externes sont à placer uniquement dans une section « Liens externes », à la fin de l'article. Ces liens sont à choisir avec parcimonie suivant les règles définies. Si un lien sert de source à l'article, son insertion dans le texte est à faire par les notes de bas de page.
- La présentation des références doit suivre les conventions bibliographiques. Il est recommandé d'utiliser les modèles {{Ouvrage}}, {{Chapitre}}, {{Article}}, {{Lien web}} et/ou {{Bibliographie}}. Le mode d'édition visuel peut mettre en forme automatiquement les références.
- Insérer une infobox (cadre d'informations à droite) n'est pas obligatoire pour parachever la mise en page.

Pour une aide détaillée, merci de consulter Aide:Wikification.
Si vous pensez que ces points ont été résolus, vous pouvez retirer ce bandeau et améliorer la mise en forme d'un autre article.
Tordjman (variantes : Torjman, Tordjmann, Tourdjman, Turgeman, Tordschmann, Tordžman, Tudžman, Drogman et Dragoman) est un patronyme d’origine séfarade.

## Personnalités portant ce nom
Ce nom de famille est notamment porté par:
- Charles Tordjman (1947-), dramaturge et metteur en scène français ;
- Franck Tordjman (1958), universitaire, pilote amateur, voyageur-reporter
- Franck Tordjman (1971-), comédien français ;
- Gilbert Tordjman (1927-2009), sexologue français ;
- Gilles Tordjman (1962-), journaliste et critique musical français ;
- Josh Tordjman (1985-), joueur de hockey sur glace canadien.
- Norbert Tordjman, président de Tordjman Metal.
- Dimitri Tordjman, enfant-acteur ayant joué dans Alad’2.
- Michael Tordjman, ayant réalisé la musique dans ce film (ainsi que dans le premier), mais aussi dans Cendrillon.

Variantes :
- Gabriel Tordjmann (1908/1909-1971), arbitre français de football ;
- Georges Tourdjman (1935-2016), photographe français ;
- Shalom Turgeman (né en 1970), joueur de basket-ball israélien.

## Étymologie
Tordjman est un patronyme multiséculaire qui signifie traducteur ou intreprète. Il est à la fois issu de l'hébreu : תורגמן turg'mán et de l'arabe turjumân (ترجمان) signifiant « traducteur, interprète » ; le mot targuman, de même sens, est également gravé dans les tablettes cunéiformes akkadiennes de Kültepe / Kanesh (Kayseri) au début du IIe millénaire av. J.-C.
Ce nom est fréquemment porté en France par des personnes de confession juive, mais pas exclusivement car les Tordjman peuvent être convertis, de force ou par conviction personnelle. On rencontre notamment au Maghreb des Tordjman (ترجمان) et en Turquie des Turcman (تركي) de confession musulmane, ainsi que des Tordjman, Tordschmann, Tordžman, Tudžman, Drogman ou Dragoman chrétiens en Europe centrale et dans les Balkans.  
Il a donné le français truchement dont le sens premier en ancien français était celui d'« interprète », puis plus tard « porte-parole, représentant », avant de se fixer dans la locution par le truchement de.